# 平貴村 (静岡県)
平貴村（ひらきむら）は静岡県の西部、長上郡・浜名郡に属していた村である。現在の浜松市浜名区の中心部にあたる。

## 地理
- 河川：馬込川

## 歴史

### 村名の由来
旧村名の平口、貴布禰からの合成地名。

### 沿革
- 1889年（明治22年）4月1日 - 町村制の施行により長上郡貴布禰村・小林村・道本村・沼村・平口村の区域をもって成立。
- 1896年（明治29年）4月1日 - 郡制の施行により所属郡が浜名郡に変更。
- 1908年（明治41年）1月1日 - 分割され、一部（平口）が小野田村の一部（内野・小松）と新設合併して小野口村、大字貴布禰・沼・道本・小林が美島村と新設合併して北浜村が発足。同日平貴村廃止。

## 交通

### 鉄道路線
現在は遠州鉄道鉄道線浜北駅、美薗中央公園駅が所在するが、当時は未開業。また、本村の大字名を駅名とした遠州小林駅は隣の美島村に所在した。